# Милан Михајловић
Милан Михајловић (Београд, 3. јул 1945) српски je композитор, музички педагог и диригент.

## Биографија
Рођен је у музичкој породици. Отац Константин студирао је композицију и дириговање на београдској Музичкој академији и са братом Недељком основао ансамбл за забавну музику са којим је гостовао по Европи и Блиском истоку.
Милан михајловић је дипломирао композицију (С. Рајичић, 1970) и дириговање (Ж. Здравковић, 1969) на београдској Музичкој академији где је стекао и звање магистра 1978. Краће време усавршавао се у Келну и Салцбургу.
Од 1975. до 2010. радио је на Факултету музичке уметности у Београду где је прошао сва звања до редовног професора (на катедрама за теоријске предмете и, од 1997, за композицију и оркестрацију), а предавао је и на Академији уметности у Новом Саду. Био је секретар и шеф Катедре за теорију музике, а од 2002. до 2009. и декан београдског Факултета музичке уметности. Један је од оснивача Ансамбла за савремену музику и фестивала Међународна трибина композитора (1992) чији је директор био до 2002. Био је председник Удружења композитора Србије (1987—2002).
Композиције Милана Михајхловића извођене су у Швајцарској (Тонхале, Цирих), САД (Карнеги хол, Њујорк), Немачкој (сала Берлинске филхармоније), Уједињеном Краљевству (Стеинвеј хол, Лондон), у већини европских земаља, САД, Мексику и Аустралији.
Дела Милана Михајловића свирали су скоро сви симфонијски оркестри бивше Југославије, као и Јенска филхармонија - (Немачка), Бриселска филхармонија, оркестри Camerata serbica, БГО Душан Скворан, Гудачи Светог Ђорђа, као и ансамбли Lontano (Лондон), Alternance (Париз), 76 (Цирих), Српски гудачки квартет, Београдски дувачки квинтет и женски академски камерни хор Collegium musicum, док се међу солистима са којима је сарађивао издвајају Ксенија Јанковић, Александар Сердар, Сретен Крстић, Гордан Николић, Лидија Бизјак, Милош Михајловић, Владимир Милошевић...
Од 2015 званични издавач Милана Михајловића http://www.bry-music.de/ Архивирано на веб-сајту  (25. новембар 2015) Musikverlag Brandstätter из Келна.

## Важније награде
- Стеван Христић (1970),
- Награда БЕМУС-а (1972),
- Октобарска награда Београда (1984),
- Прве награде на Међународној трибини композитора (1992, 1996),
- награда Стеван Мокрањац (1994),
- Награда града Београда (2003).

## Стил

### Рана дела
Пажњу јавности скренуо је већ својом дипломском композицијом Uvertira fantasia за симфонијски оркестар (1970, награда Стеван Христић), за којом су уследили Preludio, Aria e Finale за оркестар (1974, награда БЕМУС-а) и Симфонијске метаморфозе (1977). У њима је аутор одмах испољио велико познавање класичне композиционе технике коју је комбиновао са снажном експресијом, луцидним оркестрационим решењима, линеарним мишљењем и варијационим радом са мотивима. Резултат је био експресионистички оштар звук уз прегледност и јасноћу форме, односно извесно младалачко „свођење рачуна“ са савременим академским музичким језиком коме се аутор приклањао да би истражио његово дејство. Овакав израз има и Lamentozo за кларинет, виолину и клавир (1977) где је композитор испољио своју лирску природу и дефинитивно одустао од тада помодне авангарде. Ово је линија коју ће Михајловић неговати и у својим зрелим делима где је питање авангарде и академизма решавао постмодерним дијалозима унутар саме музике.

### Зрела остварења
Веома успео унутармузички дијалог између језика авангарде („пољска школа“) и класичног израза развијен је у композицији Noturni за гудачки квартет и дувачки квинтет (1983, Октобарска награда 1984) где се алузивна тонска слика ноћних предела смело комбиновала са прикривеним цитатима, а све у функционалном коришћењу авангардних и класичних композиционих техника ослоњених на вертикале Скрјабиновог модуса. Овакво поимање музике као екстраполације личног експресивног света у формалној перфекцији јасних потеза и вештој инструментацији карактерише сва Михајловићева остварења почев од средине 80-их: три песме за солисте и хор Шта сањам (1984), Багателе за виолину, гудаче и чембало (1986), Елегија за гудаче (1989), Три прелида за клавир (1986-89). Скрајбинов модус је остао константа Михајловићевог израза, као основа за инвентивну вертикалу која специфично „боји“ његову музику, као и редукција на мала тематска језгра из којих „израста“ њен мотивски и линеарни свет, често уз остинатне слојеве и педале. Окушавање сопственог мајсторског рукописа препознаје се у „тематизовању самог поступка тематизма“, односно у томе како саставља свој основни материјал од свега неколико интервала, па то језгро користи разноврсно, инвентивно и свеприсутно у музичком току. Унутрашње јединство Михајловићевих композиција стога је веома наглашено, а њему се, као комуникацини слој, додаје и ванмузичко значење које се, током 80-их централизује око односа према природи и историји човечанства.
Током 90-их година Михајловић формира своју музичку нарацију на цитатима, узорима и моделима. Мала жалобна музика за камерни ансамбл (Eine kleine Trauermusik, 1990) посвећена је годишњици Моцарта и користи цитат другог става његовог Клавирског концерта у А-Дуру (Прва награда на Међународној трибини композитора 1992). Мементо за симфонијски оркестар (1993) је посвећен успомени на композитора Василија Мокрањца, (награда Стеван Мокрањац, 1994), док је Silenzio за женски хор и камерни оркестар (1996) писан на стихове Торквата Таса, а цитира одломак Монтевердијевог мадригала Chiome d’oro (Прва награда Међународне трибине композитора 1997). У овој стваралачкој фази композиторовим светом идеја доминирају етичка и филозофска начела која усмеравају како рад са цитатима, тако и избор стилских и изражајних узора.
Почетком новог миленијума Михајловић је, описавши круг својих узора, кренуо у интраопусну комуникацију са властитом музиком, што показује његов Повратак за виолончело и симфонијски оркестар (2002) у коме је резимирао и испитивао дејство и обухватност властитог стила у статусу цитата (награда града Београда, 2003). Уследиле су композиције Зелени таласи за четири харфе (2009), Сенке снова и мора за женски хор и оркестар (2011), "Fa-mi(ly)" (2013) за камерни гудачки оркестар и клавир, Меланхолија за обоу, виолину, виолу, виолончело и клавир (2014).

## Важнија дела
за симфонијски оркестар (1970), Preludio, Aria e Finale за оркестар (1974), Симфонијске метаморфозе (1977), Lamentozo за кларинет, виолину и клавир (1977), Noturni за гудачки квартет и дувачки квинтет (1983), Шта сањам, три песме за хор и солисту (1984), Багателе за виолину, гудаче и чембало (1986), Елегија за гудаче (1989), Три прелида за клавир (1986-89), Мала жалобна музика за камерни ансамбл (1990), Мементо за симфонијски оркестар (1993), Silenzio за женски хор и камерни оркестар (1996), Повратак за виолончело и симфонијски оркестар (2002), Зелени таласи за четири харфе (2009), Сенке снова и мора за женски хор и оркестар (2011), Fa-mi(ly) за гудаче и клавир (2013), Меланхолија за обоу, виолину, виолу, виолончело и клавир (2014).
Већину ових дела издаје Musikverlag Brandstätter Званични издавач Милана Михајловића http://www.bry-music.de/ Архивирано на веб-сајту  (25. новембар 2015)
Прелиди, Багателе и Елегија су биле обавезне композиције на међународним такмичењима Музичке омладине.
Теоријска дела: Скрјабинов модус (1980, II део - часопис "Звук"), Основи науке о музици (1983), Музички облици (1988).

## Дискографија
- Море, Шта сањам, Милан Михајловић, ЛП, ПГПРТБ (1988)
- Милан Михајловић, Eine kleine Trauermusik, SOKOJ MIC CD 201, (1995)
- , Милан Михајловић, PGPRTS CD 431 425 (2005)
- Интернационални часопис за музику Нови звук/New Sound (ЦД додатак) уз бр. 1. 5, 10, 22 и 24
- Серија компакт-дискова са снимцима са Међународне трибине композитора, УКС (почев од 2000)